# Epidiplosis simulifilifera
Epidiplosis simulifilifera är en tvåvingeart som beskrevs av Mo 2000. Epidiplosis simulifilifera ingår i släktet Epidiplosis och familjen gallmyggor.
Artens utbredningsområde är Shandong (Kina). Inga underarter finns listade i Catalogue of Life.